# Codakia orbicularis
Codakia orbicularis is een tweekleppigensoort uit de familie Lucinidae. De wetenschappelijke naam werd gepubliceerd in 1758 door Carl Linnaeus in de tiende editie van Systema naturae.